# Dord
Dord è un celebre errore lessicografico, una creazione accidentale (in inglese ghost word) della G & C Merriam Company incluso nella seconda edizione (1934) del suo New International Dictionary, in cui il termine è definito come "densità" (density).

## Origine dell'errore
Philip Babcock Gove, caporedattore del Webster's Third New International Dictionary, scrisse una lettera alla rivista American Speech, quindici anni dopo la scoperta dell'errore, in cui spiegava come dord fosse stato incluso in quel dizionario.
Il 31 luglio 1931 Austin M. Patterson, redattore della Webster per la chimica, fece pervenire un appunto con scritto D or d, cont./density ("D o d, cont./densità"); il senso era di aggiungere il termine density alla lista di parole che possono essere abbreviate dalla lettera D. L'appunto fu però mal interpretato, e la sequenza D or d fu letta come un'unica parola, dord. Questa passò la correzione delle bozze e apparve a pagina 771 del dizionario attorno al 1934.
Il 28 febbraio 1939 un redattore si accorse che “dord” non aveva etimologia e investigò sulla cosa. Ben presto fu inviato un ordine per la stampa per un immediato cambio della matrice. Nel 1940 iniziarono a circolare volumi rilegati senza più la ghost word ma con una nuova abbreviazione (alcune copie stampate negli anni quaranta presentano però ancora la parola dord). La parola fu cassata e per occuparne lo spazio si decise di espandere la definizione del lemma adiacente, Doré furnace. Gove scrisse che questo era "un peccato: perché dord non potrebbe significare densità?". Il lemma dord non fu espunto fino al 1947.